# 都御史
都御史為御史的一種，中國明朝、清朝官职。類似古代的御史中丞。
明朝都察院的长官为左、右都御史，下设左副都御史、右副都御史、左佥都御史、右佥都御史，負責糾察百官。清崇德元年（1636年）皇太極称帝後，亦设立都察院。左、右都御史在明代为正二品。後來的清代變化了幾次後，成為從一品。左、右副都御史为从官，清朝时品等为正三品，左、右佥都御史为正四品。左都御史（又称“总宪”，因其主要任务是总揽宪纪）主要負責對官員的監督、核查，不必外出。右都御史則需要去地方負責軍政要務。
雍正元年（1723年）始，凡總督授加兵部尚書銜者，慣例兼都察院右都御史銜。不加尚書銜則一律加兵部右侍郎兼都察院右副都御史銜。